# Esqueiros
Esqueiros is een plaats (freguesia) in de Portugese gemeente Vila Verde en telt 528 inwoners (2001).